# Suzuka Hatakeyama
Suzuka Hatakeyama (畠山 鈴香, Hatakeyama Suzuka, née à Noshiro le 2 février 1973) est une tueuse en série japonaise. Les meurtres qu'elle a commis sont appelés « Affaire des meurtres successifs d'enfants d'Akita » (秋田児童連続殺害事件, Akita jidō renzoku satsugai jiken).

## Personnel
Selon l'émission Super Morning (en) de TV Asahi, le sotsugyō bunshū (卒業文集, sorte de livre d'or de fin d'études) de Hatakeyama était plein d'injures de ses camarades de classe, ce qui montrerait qu'elle était peut-être un ijime.

## Les meurtres
Le 9 avril 2006, Suzuka Hatakeyama tue sa fille de 9 ans Ayaka (彩香) en la poussant par-dessus un pont, au motif qu'elle ne voulait plus voir sa fille. Le cadavre d'Ayaka est retrouvé quelques kilomètres plus en aval, et la police conclut à un accident.
Mais Suzuka Hatakeyama fut contre l'avis de la police, arguant d'un meurtre, et demanda de refaire l'enquête.
Un mois plus tard, Hatakeyama fut soupçonnée. Pour faire diversion, elle tua Goken Yoneyama (米山 豪憲, Yoneyama Goken, 7 ans), un enfant des voisins, le 17 mai.

## Arrestation et procès
Hatakeyama est arrêtée le 4 juin, son alibi et ses déclarations étant incohérentes.
Le 19 mars 2008, le tribunal régional d'Akita condamne Hatakeyama aux travaux forcés à perpétuité. Le procureur et l'avocat de Hatakeyama firent appel à la demande de Hatakeyama. Le procureur avait demandé la peine de mort et l'avocat les travaux forcés.
Le 25 mai 2009, le tribunal supérieur d'Akita les refuse, et confirme le jugement du tribunal régional.